# Savci
Savci este o localitate din comuna Sveti Tomaž, Slovenia, cu o populație de 241 de locuitori.